# Nikolaos Trikupis
Nikolaos Trikupis (gr. Νικόλαος Τρικούπης; ur. 1869 w Missolungi, Grecja, zm. 1956) – grecki generał, polityk i strzelec sportowy, brązowy medalista igrzysk olimpijskich w Atenach w 1896 w strzelectwie, w konkurencji karabinu wojskowego
Na igrzyskach w Atenach wystartował w dwóch konkurencjach strzeleckich: karabinu wojskowego 200 m, w której zdobył brązowy medal z wynikiem 1 713 punktów oraz karabinu dowolnego w trzech pozycjach 300 m (wynik i miejsce nieznane).
| Konkurencja                       | miejsce  | wynik    |
| --------------------------------- | -------- | -------- |
| Karabin wojskowy, 200 m           | 3        | 1 713    |
| Karabin dowolny, 3 pozycje, 300 m | nieznane | nieznane |